# États impériaux du royaume de Westphalie
Les États impériaux du royaume de Westphalie sont une forme précoce de parlement dans le royaume de Westphalie entre 1807 et 1813. L'institution est la première représentation populaire basée sur une constitution dans les États allemands. Ils ne se réunissent qu'en deux sessions et n'ont que peu d'influence.

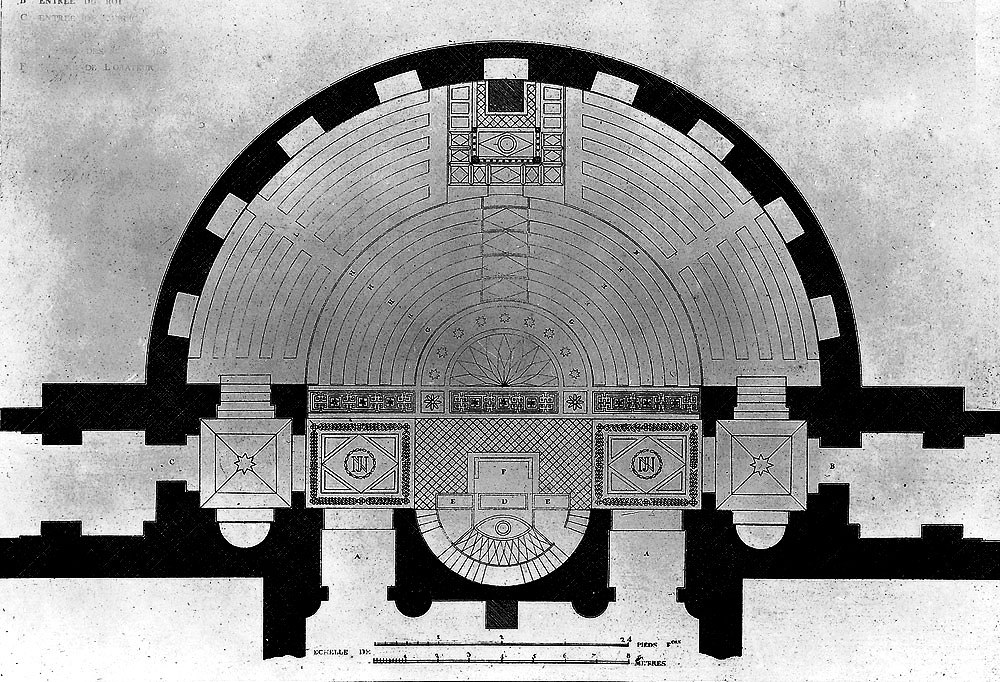
Plan d'étage de la salle des États du « Palais des États » à Kassel, gravure sur cuivre de 1810 par Auguste Henri Victor Grandjean de Montigny. A=Entrée pour les députés, B=Entrée pour le roi, C=Entrée pour le public, D=Bureau du président, E=Bureau du secrétaire, F=Plateforme des présidents, G=Place du Conseil d'État, H=Députés, L=Tribunes pour le public

## Tâches et organisation

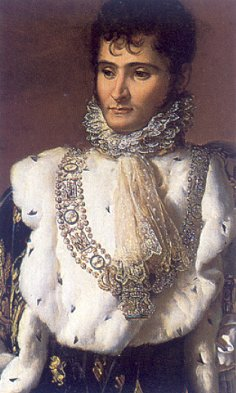
Roi Jérôme Bonaparte

Dans l'Ancien Empire, il existe dans de nombreux pays des États représentant la noblesse et les églises. Avec la création des pays modèles napoléoniens dans le cadre de la confédération du Rhin, de telles assemblées d'États sont créées pour la première fois sur la base de constitutions. Les députés sont considérés comme des représentants du peuple et non plus d'une classe sociale
Dans le royaume de Westphalie, cette constitution est la Constitution du royaume de Westphalie (de) du 15 novembre 1807. Les articles 29 à 33 et 39 à 44 de celle-ci réglementent la composition, l'élection et les pouvoirs des États impériaux.
Les 100 membres sont élus au suffrage indirect par des collèges électoraux de leurs départements respectifs. Le royaume de Westphalie a été divisé en huit départements, selon le modèle français. Ceux-ci ne sont pas nommés d'après les chefs-lieux ou les désignations traditionnelles des régions, mais délibérément d'après les fleuves, afin de marquer la rupture avec l'ancienne structure administrative.
Les élections se font séparément pour les groupes d'électeurs des propriétaires fonciers, des commerçants/fabricants et des savants, artistes et citoyens méritants. L'appartenance à la noblesse ou à la bourgeoisie ne joue plus aucun rôle juridique. Au lieu de cela, seul le recensement est le critère d'éligibilité. Les propriétaires fonciers dominent. En ce sens, les États impériaux sont orientés vers une société de propriétaires, comme le veulent les réformes des États de la confédération du Rhin. Chacun des départements dispose d'un nombre fixe de députés, échelonné en fonction de sa taille.
| Département             | Électeurs   | Députés | dont propriétaires fonciers | dont marchands | dont universitaires |
| ----------------------- | ----------- | ------- | --------------------------- | -------------- | ------------------- |
| Département de l'Elbe   | 225         | 13      | 9                           | 2              | 2                   |
| Département de la Fulde | 216         | 13      | 9                           | 2              | 2                   |
| Département du Harz     | 201         | 11      | 8                           | 2              | 1                   |
| Département de la Leine | 200         | 8       | 5                           | 1              | 2                   |
| Département de l'Ocker  | 228         | 14      | 10                          | 2              | 2                   |
| Département de la Saale | environ 200 | 11      | 8                           | 1              | 2                   |
| Département de la Werra | 224         | 13      | 9                           | 2              | 2                   |
| Département du Weser    | 300         | 17      | 12                          | 3              | 2                   |
| Total                   | 0           | 100     | 70                          | 15             | 15                  |

La procédure électorale prévoit la formation dans chaque département d'un collège électoral de 80 à 300 hommes. Le roi Jérôme Bonaparte choisit ces hommes sur la liste de tous les hommes éligibles dans ce département. Le collège électoral choisit à son tour en son sein les députés proprement dits, qui sont ensuite nommés par le roi.

## Sessions du parlement de l'État

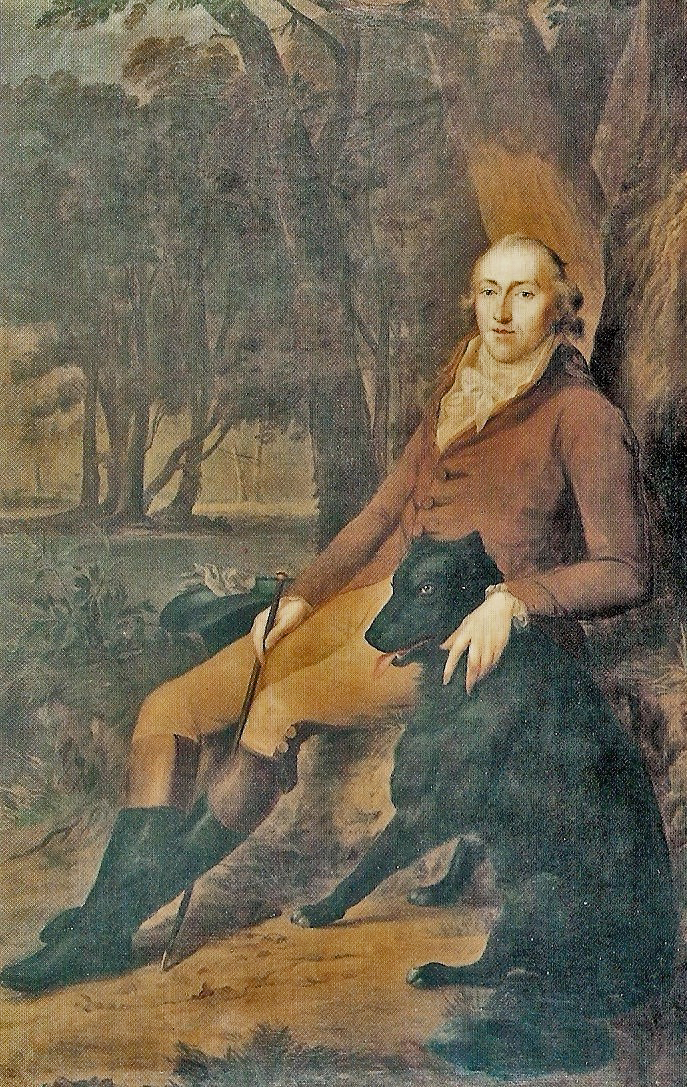
Gebhard comte von der Schulenburg-Wolfsburg

Les États impériaux doivent se réunir une fois par an dans le cadre d'une session parlementaire. Les députés reçoivent déjà des diètes. Alors que dans les anciennes assemblées des États, le vote se faisait généralement par État et que chaque État devait se mettre d'accord sur un vote, dans les États impériaux westphaliens, chaque député a sa propre voix. Autre nouveauté : les séances du parlement sont publiques. Le Palais des États à Cassel dispose de places pour le public intéressé. Par ailleurs, les débats sont publiés.
Le Parlement n'a pas le droit de se réunir de sa propre volonté. Il doit être convoqué par le roi. Les États impériaux se réunissent au palais des États, aujourd'hui musée Fridericianum à Cassel. Le roi ne convoque le parlement que pour deux sessions parlementaires (1808 et 1809). Les sessions durent à chaque fois environ six semaines (du 2 juillet 1808 au 22 août 1808 et du 28 janvier 1810 au 12 mars 1810). Les sessions parlementaires se déroulent de la manière suivante : la convocation des États par le roi se fait par décret royal. Ainsi, la session de 1808 est convoquée par décret du 15 mai 1808.
Juste avant la session, le roi nomme le président du Parlement. Pour les deux sessions, le président est Gebhard von der Schulenburg-Wolfsburg (de). Le déroulement de la session est fixé par le maître de cérémonie en chef, le comte de Waldburg.
Le roi ouvre la session parlementaire par un discours du trône dans la salle des États de l'Orangerie. Ensuite, les députés et le président prêtent serment. Lors de la deuxième séance plénière, le Parlement éit les secrétaires des États du royaume et les membres des commissions. La séance se termine par une adresse de remerciement des députés au roi.
Le travail législatif proprement dit se déroule lors des autres sessions plénières. Au total, il y a 14 séances plénières en 1808, dont 10 lors de la session de 1809, toutes en 1810.
La fermeture des États se fait également par décret royal. Lors de la dernière séance plénière, la clôture est célébrée de manière solennelle. L'orateur est à chaque fois un conseiller d'État (donc un membre du gouvernement).

## Tâches et rôle dans le processus législatif
Les États impériaux créent quatre commissions, chacune composée de trois députés : la commission des finances, la commission de la justice civile et la commission de la justice pénale.
Ses fonctions consistent principalement à participer à la procédure législative, notamment aux lois budgétaires. Le Parlement n'a pas de droit d'initiative, les projets de loi lui sont soumis par le gouvernement. Sans l'accord du Parlement, seules des réglementations provisoires par décrets royaux sont possibles.
La procédure législative prévoit que les projets de loi étaient élaborés au sein du Conseil d'État et discutés avec les commissions compétentes. Le projet, éventuellement remanié, est ensuite présenté aux États du royaume, qui l'adoptent ou le rejettent sans délibération. Par la suite, le roi les met en vigueur et les promulgue. L'absence de délibération et de débat distingue notamment le mode de fonctionnement des États impériaux de celui des parlements ultérieurs. Le rôle du parlement, défini par la constitution, s'exprime ainsi : d'une part, conseiller le roi par le biais des commissions et, d'autre part, représenter symboliquement les sujets (qui paient des impôts).
La faible importance du Parlement est due aux circonstances de l'époque, liées à la guerre. A cela s'ajoute le fait que les États impériaux n'ont pas de base sociale. Leur composition s'inspirait de la société civile française des notables, qui n'existe pas encore sous cette forme dans les États allemands. Dans le royaume de Westphalie, c'est la noblesse et non la bourgeoisie qui représente le sommet des contribuables. La noblesse domine numériquement l'assemblée. Lors des deux sessions des États, la majorité des députés s'oppose à l'abolition des privilèges fiscaux de la noblesse. Le Parlement viole ainsi le principe d'égalité de la Constitution.

## Députés
| Nom                                        | Département | Classe               | Lieu                      | Image |
| ------------------------------------------ | ----------- | -------------------- | ------------------------- | ----- |
| Jean-Ernest d'Alvensleben (de)             | MA          | Propriétaire foncier | Erxleben, Halberstadt     |       |
| Jean-Frédéric VII d'Alvensleben (de)       | MA          | Propriétaire foncier | Zichtau                   |       |
| Friedrich Adrian von Arnstedt (de)         | HE          | Propriétaire foncier | Groß-Werther              |       |
| Herbord Sigismund Ludwig von Bar (de)      | OS          | Érudit               | Osnabrück                 |       |
| Ludwig Wilhelm von Baumbach (de)           | MR          | Propriétaire foncier | Nentershausen             |       |
| Wilhelm Ludwig von Baumbach (de)           | MR          | Propriétaire foncier | Lenderscheid, Cassel      |       |
| Friedrich Ludwig von Berlepsch (de)        | KS          | Propriétaire foncier | Bonaforth                 |       |
| Julius Georg Bierbaum (de)                 | BS          | Propriétaire foncier | Brunswick                 |       |
| Johannes Bippart (de)                      | GÖ          | Commerçant           | Amelith, Nienover         |       |
| Franz Anton Blum (de)                      | BS          | Propriétaire foncier | Hildesheim                |       |
| Heinrich Leopold August von Blumenthal     | MA          | Propriétaire foncier | Magdebourg, Cassel        |       |
| Anton von Bodungen (de)                    | HE          | Propriétaire foncier | Martinfeld                |       |
| Philipp von Borries (de)                   | OS          | Propriétaire foncier | Steinlake                 |       |
| Friedrich Moritz von Brabeck (de)          | BS          | Propriétaire foncier | Söder                     |       |
| Anton von Branconi (de)                    | HA          | Propriétaire foncier | Langenstein               |       |
| Franz Joseph von Brenken (de)              | KS          | Propriétaire foncier | Erpernburg                |       |
| Rudolf Brockmann (de)                      | OS          | Propriétaire foncier | Wulften / Schledehausen   |       |
| Johann Anton Brunswick (de)                | OS          | Commerçant           | Minden                    |       |
| Johann Kaspar Coqui (de)                   | MA          | Propriétaire foncier | Magdebourg                |       |
| Philipp von Cornberg (de)                  | OS          | Propriétaire foncier | Minden                    |       |
| Johann Jakob Costenoble (de)               | MA          | Érudit               | Magdebourg                |       |
| Friedrich Carl Culemann (de)               | HA          | Propriétaire foncier | Blankenburg               |       |
| Richard Dammers (de)                       | KS          | Érudit               | Paderborn                 |       |
| Conrad Wilhelm Delius (de)                 | OS          | Propriétaire foncier | Reineberg (de), Bielefeld |       |
| Carl Anton Diederichs (de)                 | OS          | Propriétaire foncier | Herford                   |       |
| Carl Ludwig von Dörnberg (de)              | MR          | Propriétaire foncier | Breitenbach, Hersfeld     |       |
| Bernhard Christian Duysing (de)            | MR          | Propriétaire foncier | Dagobertshausen, Cassel   |       |
| Johann Georg Friedrich von Friesen (de)    | HA          | Propriétaire foncier | Rammelburg, Rötha         |       |
| Carl Fromm (de)                            | HE          | Propriétaire foncier | Groß-Bartloff             |       |
| Karl Friedrich Häberlin (de)               | BS          | Érudit               | Helmstedt                 |       |
| Börries von Hammerstein (de)               | OS          | Propriétaire foncier | Apelern                   |       |
| Heinrich Philipp Konrad Henke              | BS          | Érudit               | Helmstedt                 |       |
| Georg Ludwig Christian Heuser (de)         | OS          | Érudit               | Rinteln                   |       |
| Friedrich von Heydwolff (de)               | MR          | Propriétaire foncier | Oberweimar, Germershausen |       |
| Wilhelm Franz von Hiddessen (de)           | KS          | Propriétaire foncier | Warburg                   |       |
| Friedrich von Hövel (de)                   | GÖ          | Érudit               | Göttingen                 |       |
| Peter Hoffbauer (de)                       | OS          | Propriétaire foncier | Minden                    |       |
| Carl Adolf Hübner (de)                     | HE          | Érudit               | Mühlhausen                |       |
| Israel Jacobson                            | BS          | Commerçant           | Brunswick                 |       |
| Leopold von Kaisenberg (de)                | HE          | Propriétaire foncier | Heiligenstadt             |       |
| Gabriel Wilhelm Keferstein (de)            | HA          | Propriétaire foncier | Halle                     |       |
| Christoph von Keller                       | HE          | Propriétaire foncier | Steinheuterode            |       |
| Carl Wilhelm Leopold von Klencke (de)      | OS          | Propriétaire foncier | Rinteln, Hämelschenburg   |       |
| Carl von Knorr (de)                        | HE          | Propriétaire foncier | Sollstedt, Breitenbich    |       |
| Friedrich Ludwig Kühne (de)                | MA          | Propriétaire foncier | Wanzleben                 |       |
| Carl Friedrich Ferdinand Lambrecht (de)    | MA          | Propriétaire foncier | Sommerschenburg           |       |
| Carl Friedrich Löbbecke (de)               | BS          | Commerçant           | Brunswick                 |       |
| Carl August von Löhneysen (de)             | BS          | Propriétaire foncier | Brunswick                 |       |
| Carl Lueder (de)                           | OS          | Commerçant           | Bielefeld, Brackwede      |       |
| Wilhelm Lutteroth (de)                     | HE          | Commerçant           | Mühlhausen                |       |
| Valentin Meilhaus (de)                     | HE          | Commerçant           | Heiligenstadt             |       |
| Wilhelm von Mengersen (de)                 | KS          | Propriétaire foncier | Rheder, Cassel            |       |
| Heinrich von Meysenbug (de)                | KS          | Propriétaire foncier | Riede                     |       |
| Valentin Morchutt (de)                     | MR          | Commerçant           | Hersfeld                  |       |
| Friedrich von Motz                         | HE          | Propriétaire foncier | Vollenborn                |       |
| Friedrich Ludwig von Münchhausen (de)      | BS          | Propriétaire foncier | Vahlberg                  |       |
| Philipp von Münchhausen (de)               | BS          | Propriétaire foncier | Lucklum                   |       |
| Ludwig zu Münster (de)                     | OS          | Propriétaire foncier | Langelage                 |       |
| Johann Gottlob Nathusius (de)              | MA          | Commerçant           | Magdebourg                |       |
| August Hermann Niemeyer                    | HA          | Érudit               | Halle                     |       |
| Abraham Nottebohm (de)                     | OS          | Propriétaire foncier | Brackwede                 |       |
| Florenz Conrad Ostman von der Leye (de)    | OS          | Propriétaire foncier | Leye (de), Osnabrück      |       |
| Hans Georg Gottfried von Plessen (de)      | BS          | Propriétaire foncier | Büstedt                   |       |
| Carl Pomme (de)                            | HA          | Propriétaire foncier | Krottorf                  |       |
| Georg von Porbeck (de)                     | KS          | Érudit               | Höxter                    |       |
| Otto von Porbeck (de)                      | KS          | Propriétaire foncier | Cassel                    |       |
| Johann Anton Friedrich Raven (de)          | GÖ          | Propriétaire foncier | Einbeck                   |       |
| August von Reiman (de)                     | MR          | Érudit               | Marbourg, Cassel          |       |
| Friedrich Christian von Ritzenberg (de)    | HA          | Propriétaire foncier | Halberstadt               |       |
| Georg Robert (de)                          | MR          | Érudit               | Marbourg                  |       |
| Gotthilf Sebastian Rötger (de)             | MA          | Érudit               | Magdebourg                |       |
| Johann Gottfried Roloff (de)               | HA          | Érudit               | Ermsleben                 |       |
| Hieronymus Rosenthal (de)                  | KS          | Propriétaire foncier | Hombressen                |       |
| Carl Heinrich Rosentreter (de)             | HA          | Propriétaire foncier | Aschersleben              |       |
| Martin Ernst von Schlieffen                | KS          | Propriétaire foncier | Cassel                    |       |
| Ferdinand Schmidtmann (de)                 | OS          | Propriétaire foncier | Iburg                     |       |
| Friedrich Schmitz (de)                     | MA          | Propriétaire foncier | Magdebourg                |       |
| Johann Lucas Schröder (de)                 | MR          | Propriétaire foncier | Spangenberg               |       |
| August Karl von der Schulenburg (de)       | MA          | Propriétaire foncier | Altenhausen               |       |
| Friedrich von der Schulenburg              | MA          | Propriétaire foncier | Angern                    |       |
| Alexander von der Schulenburg-Emden (de)   | MA          | Propriétaire foncier | Emden, Magdebourg         |       |
| Gebhard von der Schulenburg-Wolfsburg (de) | BS          | Propriétaire foncier | Wolfsburg                 |       |
| Johann George Seiler (de)                  | HA          | Propriétaire foncier | Aschersleben              |       |
| Kaspar Heinrich von Sierstorpff (de)       | BS          | Propriétaire foncier | Brunswick                 |       |
| Ludwig von Spindler (de)                   | KS          | Commerçant           | Bettenhausen              |       |
| Adam Sporleder (de)                        | MR          | Érudit               | Jesberg                   |       |
| Ernst Friedrich von Stockhausen (de)       | GÖ          | Propriétaire foncier | Löwenhagen                |       |
| Henri de Stolberg-Wernigerode              | HA          | Propriétaire foncier | Wernigerode               |       |
| Friedrich Karl von Strombeck (de)          | GÖ          | Érudit               | Einbeck                   |       |
| Franz Wilhelm Suren (de)                   | KS          | Propriétaire foncier | Salzkotten                |       |
| Elias Thon (de)                            | MR          | Propriétaire foncier | Germerode                 |       |
| Christian Franz Thorbecke (de)             | OS          | Commerçant           | Osnabrück                 |       |
| Wilhelm Friedrich von Trott zu Solz (de)   | MR          | Propriétaire foncier | Solz, Cassel              |       |
| Anton Ludwig Ulrich (de)                   | KS          | Commerçant           | Altenbeken                |       |
| Ludwig Wachler (de)                        | MR          | Érudit               | Marbourg                  |       |
| Ludwig von Wangenheim (de)                 | GÖ          | Propriétaire foncier | Wiebrechtshausen          |       |
| Franz Justus Wedemeyer (de)                | GÖ          | Propriétaire foncier | Katlenburg                |       |
| August von Westernhagen (de)               | HE          | Propriétaire foncier | Teistungen                |       |
| Christian Friedrich Gotthard Westfeld (de) | GÖ          | Propriétaire foncier | Weende                    |       |
| Johann Heinrich Wilmerding (de)            | BS          | Propriétaire foncier | Brunswick                 |       |